# 黃梅生紀念館
黃梅生紀念館，是位於桃園市龍潭區新龍路100號、國道3號旁的黃姓祠堂，為1990年由「祭祀公業黃梅生管理委員會」興建的中國宮殿式建築。

## 源起
鎮平黃姓的第十五世祖黃應文於臺灣清領時期乾隆年間約1790年屯番制度實施後率長子黃學生、次子黃梅生、三子黃庚生與四子黃金生自廣東省嘉應州鎭平縣（今蕉嶺縣）藍坊鄉峰口村渡海來臺開墾，族人以現今龍潭烏樹林地區為據點。後黃應文年邁思鄉遂攜長子歸返故里，由次子、三子及四子繼續於臺灣拓墾，其中身為次子的黃梅生積極於田產行商，歷經多年持有土地數十公頃，後其派下宗支繁衍達3000餘人，置產定居於今龍潭鄉上林村附近。黃梅生家族成立祭祀公業已有百餘年，管理人黃永雄多年來為追討被侵占、盜賣的祖產共出庭千餘次並打了186件勝訴官司，成功討回的土地價值達新台幣上百億元，用於興建紀念館與醫院。1990年黃梅生派下員大會決議興建黃梅生紀念館，建築選用之泉州石、青斗石、花崗石等石材、木料皆自福建省莆田縣、惠安縣及浙江省杭州市進口，工程耗費估達數億元，裝潢費用據宗親會所述“沒有預算上限”。

## 建築配置
紀念館為仿中國傳統木結構與現代梁柱結構之鋼筋混泥土構造，樓高三層、重檐廡殿式斜面屋頂，淨高達21公尺。正門入口為一石造牌坊，一樓有儲藏室，作為員工住宿休憩之用。二樓為會議廳、演講堂、辦公室及讀書閱覽室，為祭祀公業行政管理中心。全館一年開放五次供族人祭祖，分別為元宵節、端午節、中元節、重陽節與除夕五日，每年除夕舉辦發放獎學金活動。

## 外部連結
- 桃園龍潭區黃梅生紀念館空拍影片 （页面存档备份，存于）